# Manoir d'Angerville
Le manoir d'Angerville est un édifice situé à Gonneville-sur-Mer, dans le département du Calvados, en France.

## Historique
Le manoir est daté du XVIIe siècle et a été construit par le comte d'Angerville. Il a appartenu à la famille de Charlotte Corday. 
Le manoir est inscrit au titre des Monuments historiques depuis le 12 juin 1986.